# Euxoga argenteopunctata
Euxoga argenteopunctata är en fjärilsart som beskrevs av Heinrich Benno Möschler 1878. Euxoga argenteopunctata ingår i släktet Euxoga och familjen tandspinnare. Inga underarter finns listade i Catalogue of Life.